# Lövåsasjön, Småland
Lövåsasjön är en sjö i Vetlanda kommun i Småland och ingår i Mörrumsåns huvudavrinningsområde.